# Lido Tomasi
Lido Tomasi (Vione, 17 novembre 1955) è un ex saltatore con gli sci italiano.

## Biografia
Nato a Vione, in provincia di Brescia, nel 1955, a 20 anni ha preso parte ai Giochi olimpici di Innsbruck 1976, sia nel trampolino normale che in quello largo, terminando 45º con 203.3 punti nella prima gara e 47º con 152.1 nella seconda.
Ha esordito in Coppa del Mondo il 27 dicembre 1979 a Cortina d'Ampezzo.
Nel 1980 ha partecipato di nuovo alle Olimpiadi, quelle di Lake Placid 1980, ancora una volta sia nel trampolino normale che in quello largo, chiudendo 38º con 192.5 punti nel primo e 46º con 169.1 nel secondo.
L'anno successivo ha vinto l'argento alle Universiadi invernali di Jaca, in Spagna, arrivando dietro al connazionale Massimo Rigoni.
Nel 1982 ha preso parte ai Mondiali di Oslo, in Norvegia, terminando 15º nel trampolino normale e 36º in quello largo.
A 28 anni ha partecipato ai suoi terzi Giochi, Sarajevo 1984, sia nel trampolino normale che in quello largo, chiudendo 21º con 188.0 punti nel primo e 33º con 161.3 nel secondo.
Nel 1985, anno in cui ha chiuso la carriera agonistica, ha preso parte al Mondiale di Seefeld, in Austria, arrivando 50º nel trampolino normale.
Ai campionati italiani ha vinto 8 ori, 1 argento e 4 bronzi nel trampolino normale.

## Palmarès

### Universiadi invernali
- 1 medaglia:
  - 1 argento (Trampolino normale a Jaca 1981)